# Parafia Najświętszego Serca Jezusowego w Nowym Tomyślu
Parafia Najświętszego Serca Jezusowego w Nowym Tomyślu – rzymskokatolicka parafia, należy do dekanatu lwóweckiego.

## Historia
Parafia powstała w 1981.  Obecny kościół poewangelicki został wybudowany w latach 1778–1780 staraniem Feliksa Szołdrskiegio, na planie krzyża greckiego. Wnętrze, z balkonami typowymi dla kościołów protestanckich, ma dekorację o motywach rokokowych. Ołtarz główny pochodzi z kościoła w Bojanowie. Znajduje się w nim obraz Najświętszego Serca Pana Jezusa. Po prawej stronie znajduje się ambona z figurą Mojżesza na baldachimie, który trzyma u nóg tablicę z dziesięciorgiem przykazań Bożych. Na ambonie można dostrzec herb Łodzia rodziny Szołdrskich. Po lewej stronie nawy głównej znajduje się ołtarz boczny z obrazem Matki Bożej Nieustającej Pomocy. Na chórze usytuowane są organy – pierwotnie pochodzące z XIX wieku, a następnie przebudowane od podstaw w latach 2007–2009. Do naszych czasów nie zachowała się wieża kościoła dobudowana w 1788 r., znajdująca się w miejscu obecnej kruchty. Spaliła się ona w 1789 r. od pioruna. Odbudowana w 1790 r. przetrwała do 1916 r., kiedy znów strawił ją pożar, a zawieszone w 1816 r. dzwony stopiły się. W 1923 r. wieżę ponownie odbudowano w tym samym miejscu lecz już w innym kształcie, jednak w 1940 r. została rozebrana, gdyż groziła zawaleniem. Świątynia służyła przez ponad 150 lat miejscowym ewangelikom, a w 1945 r. została przekazana katolikom.
Obok kościoła znajduje się krzyż misyjny, ufundowany jako dar od parafian. Świątynia mieści się na Placu Fryderyka Chopina.
Przy parafii swoją działalność prowadzą: Akcja Katolicka, Zespół Młodzieżowy Źródło oraz Oaza.